# シール・クーフ
アサドゥッディーン・シールクーフ（アラビア語: أسد الدين شيركوه بن شاذي ʾasad ad-dīn šīrkūh bin šāḏī, クルド語: Şîrkûh または Shêrko, 生年不明 - 1169年3月23日）は、エジプトやシリアで活躍したセルジューク朝およびザンギー朝の武将でクルド人。アイユーブ朝創始者であるサラーフッディーン（サラディン）の叔父（サラディンの父・ナジムッディーン・アイユーブの弟）。アサドゥッディーン（أسد الدين ʾasad ad-dīn）という彼のラカブ(尊称)はアラビア語で「信仰/宗教の獅子」という意味であり、シール・クーフ（Şîrkûh）というイスム(個人名)はクルド語で「山の獅子」という意味である。

## 生涯
クルド人シャージーの息子として生まれる。兄はナジュムッディーン・アイユーブ。シールクーフの若いころのことは分かっていないが、一家はクルドのラワーディー族の一員で、アルメニアのドヴィーンの名家であると伝わる。ただし、彼らが名家であったとするのは後代の言い伝えであり真偽は分からない。あるいは、シャージー、アイユーブ、シールクーフともにシャッダード朝に仕えていたとも推測される。
シャッダード朝の弱体化とセルジューク朝勢力の伸長による政情の不安定化によって、父親シャージーはシールクーフとアイユーブを連れて旧知の友人、ムジャーヒドゥッディーン・ビフルーズを頼った。ビフルーズはバグダードの軍事長官（シフナ）であり、シャージーにティクリートの代官（ワーリー）職を任せ、父の死後にアイユーブはその職務を引き継いだ。

### ザンギー朝への仕官
1137/8年、シールクーフは口論の最中にキリスト教徒の役人を殺してしまい、ビフルーズの指示で一家ともどもティクリートを去ることを余儀なくされる。ビフルーズが彼らに退去を命じた理由を、佐藤次高氏は事件がセルジューク朝当局の耳に入ることを恐れたのだとし、アンヌ＝マリー・エッディはビフルーズが元キリスト教徒の解放奴隷であり、元同宗徒に同情したか、あるいはティクリートがアイユーブとシールクーフの影響下に置かれてしまうことを恐れたからだろうかと推測している。
いずれにせよ、彼らは一家ともどもモスルへと向かった。かつてカリフ・ムスタルシドに敗れて追われていたイマードゥッディーン・ザンギーを助けた縁があったからである。ザンギーは彼らを暖かく迎え入れ、イクターを与えてシールクーフとアイユーブを軍団長に任じた。兄弟はそれぞれザンギーの息子たちに仕え、シールクーフがヌールッディーン・マフムード、アイユーブがサイフッディーン・ガーズィーに伺候したという。

### ザンギー朝継承の混乱とヌールッディーン期のシールクーフ
1146年にザンギーが暗殺されると、ザンギー朝の後継をめぐって複雑な交渉が行われた。この隙を見て、ザンギー朝と敵対していたブーリー朝ダマスカスのアミール、ムイーヌッディーン・ウヌルはバールベクを攻撃し、占領する。兄アイユーブはウヌルに降伏して彼に仕えることとなったが、シールクーフは一旦兄と袂を分かち、ザンギー生前と同じく引き続きヌールッディーンに仕えた。ザンギー朝政権はモスルのサイフッディーンとアレッポのヌールッディーンに分裂したが、シールクーフはサイフッディーン側の有力者ジャマールッディーンと交渉し、兄弟間の会合を設けることに成功した。この会合により、二政権間の勢力圏の境界とサイフッディーン優位での両政権の併存が認められた。もとよりシールクーフはザンギー朝内での有力者であったが、1149年のイナブの戦いでの活躍でヌールッディーンの信頼を得て、ウヌル死後のダマスカス内で力をつけていた兄アイユーブと諮り、1154年、ヌールッディーンのダマスカス併合を成功させた。さらに1157年にヌールッディーンが大病を患って生死の境をさまよった時には、ヌールッディーン死後にダマスカスの統治を任せるという言質も得ている。なお、この間1152年に甥サラーフッディーンが父アイユーブのもとを離れてシールクーフの許へ赴き、ヌールッディーンに仕官している。

### エジプト遠征
1164年から69年にかけて、ヌールッディーンはファーティマ朝の内紛に介入する形で三度のエジプト遠征を行った。三度とも総指揮はシールクーフが執っている。

#### 第一回エジプト遠征
1164年、ディルガームとの権力争いに敗れ、ファーティマ朝の宰相職を追われたシャーワルがヌールッディーンに援軍を求めたことを切っ掛けに、ヌールッディーンはシールクーフに遠征を行わせることを決定した（なお、この際サラーフッディーンが同行を拒否したが否応なく参加させられたことは有名なエピソードである）。シールクーフはヌールッディーンが十字軍領に対して牽制攻撃に出ている間にエジプトへ向かい、ビルバイスの防衛線を抜いてカイロに到着した。シールクーフはディルガームを殺害し、シャーワルをファーティマ朝宰相に復帰させたが、シャーワルはシリア軍を恐れて退去を要請した。シールクーフはこれを拒否してビルバイスに籠城したが、シャーワルは十字軍国家と連合してこれを攻撃し、結局シリア軍と十字軍は同時にエジプトから退去することとなった。

#### 第二回エジプト遠征
1167年、シールクーフの熱心な説得により、ヌールッディーンは再度のエジプト遠征を決定した。シールクーフはシャーワル＝十字軍連合が待ち受けるカイロへは直接向かわず、まず敵の裏をかいて上エジプトのアトフィーフ（英語: Atfih）まで南下してナイルを渡河し、斥候を放って敵情を確認した後、戦闘へ踏み切った。上エジプトのバーバインで行われた戦闘はシリア軍の勝利に終わり、シールクーフはそのままシリア軍への支持を表明したアレクサンドリアに入城した。サラーフッディーンにアレクサンドリア籠城を任せ、シールクーフは再び上エジプトへ向かったが、シャーワルと十字軍はアレクサンドリアを包囲し続け、三ヶ月の籠城戦の後この戦役も十字軍とシリア軍の同時撤退で終わることとなった。

#### 第三回エジプト遠征
第三回エジプト遠征には、アイユーブ一族のうち、サラーフッディーンだけでなくアル＝アーディル、サラーフッディーンの母方の叔父シハーブッディーンなどが参加していることが確認できる。1168年、十字軍はシリア軍に先んじてエジプトに侵攻し、ビルバイスを攻撃し、カイロに迫った。シャーワルは十字軍と通じてはいたが首都の占領だけは避けるべく住民を避難させた上でフスタートに火を掛けた。一歩遅れてシリア軍はエジプトに向かったが、これを警戒した十字軍はそのまま自領へと引き上げた。1169年1月2日、カイロに入ったシールクーフは住民から歓迎され、ファーティマ朝カリフ・アル＝アーディドから宰相に任じられた。シャーワルはシールクーフとの会見を求めたが、サラーフッディーンに捕らえられ処刑されるところとなる。シールクーフはここにきてエジプトを完全に掌握した。なお、イブン・アル＝アシールによれば当初シャーワル殺害に関してシールクーフは否定的だったという。

### シールクーフの死
宰相に就任して僅か二ヶ月あまりの1169年3月22日、シールクーフは頓死した。バハーウッディーンは死因を扁桃腺炎であると伝えている。後任の宰相選任は紛糾したが、彼に同行していた甥サラーフッディーンが、ディヤーウッディーン・イーサーの推挙や、ファーティマ朝側の思惑もあり選ばれた。これにより、サラーフッディーンのアイユーブ朝確立への道が開かれたのである。

## 人物・逸話
- イブン・アル＝アシールは、ヌールッディーンとシールクーフの関係を以下のように記している[1]。

「ヌールッディーンは他者には無いシールクーフの勇猛さを見ぬいており、彼と懇意にし高い地位を与えた。ヌールッディーンはシールクーフの上に褒美を多く与え、彼はホムス、ラフバ、その他の土地を持つまでになり、常備軍の司令官をも務めた」「ヌールッディーンはアイユーブとシールクーフの兄弟を信用し、彼らはその国で最も強力なアミールとなっていった。ヌールッディーンがエジプトへ軍を送ることを計画した時、彼はシールクーフただひとりがこの重要事を任せるに足ると判断した」
- 第一回エジプト遠征の際の逸話として、イブン・アル＝アシールは以下のようなものを伝えている[19]。ビルバイスを退去する際、シールクーフは自ら戦斧をかついでしんがりを務めていた。海外からやってきた十字軍兵士の一人が彼に声をかけ「十字軍とエジプト軍があなた方を裏切る可能性を想定してはいないのか」と訪ねたところ、シールクーフは次のように答えた。「私はむしろそうなることを望んでいる。そうすれば、貴殿らに私がいかなる戦いをするかお目にかけることができる。神にかけて、私は己の剣を振るう。私の部下たちは自らに倍する数の敵を倒して死ぬだろう。そしてアル＝マリク・アル＝アーディル・ヌールッディーンは、お前たちと戦い、その指導者を討ち、お前たちを破るだろう。我々はお前たちの領土をうばい、生き残る者は誰ひとりとしていない。神にかけて言うが、部下たちさえついてくれば、最初の日にお前たちに突撃をかけるつもりだった、彼らは私を止めたが」。十字軍兵士は「我々（海外からきた新参の西洋人）は、この地の西洋人が貴殿のことを大げさに言い、恐れることを常々不思議に思っていた。だが、どうやら彼らに謝らねばならぬようだ！」と言って去っていったという。
- 第三回エジプト遠征後の逸話として次のものがある[20]。

シールクーフがエジプトに乗り込んできた際、シャーワルは宴会にかこつけてシールクーフとシリア軍のアミールたちを殺害するという計画を立てた。しかし、シャーワルの息子カーミルはもしシャーワルがそのようにするというのなら、自分は計画をシールクーフに告げると言って反対した。シャーワルはシールクーフを殺さねば確実に自分たちはシールクーフに殺されると説得しようとした。しかしカーミルは、仮にシリア軍を排除してしまえばエジプトは十字軍に占領される他なく、そうなればシールクーフらに自分たちが殺されるよりもより不名誉であるとして考えを変えなかった。シャーワル殺害後（マクリーズィーによればシャーワルが殺害された際にカーミルも殺されているが、イブン・アル＝アシールはそれに触れていない）、シールクーフはこのやり取りを知っていたので、しばしば「もしカーミルが生きていてくれたなら、彼の行いに厚く報いることもできたのだが」と漏らしていたという。